# Mespuits
Mespuits és un municipi francès, situat al departament de l'Essonne i a la regió de Illa de França. L'any 2007 tenia 170 habitants.
Forma part del cantó d'Étampes, del districte d'Étampes i de la Comunitat d'aglomeració de l'Étampois Sud-Essonne.

## Demografia

### Població
El 2007 la població de fet de Mespuits era de 170 persones. Hi havia 64 famílies, de les quals 8 eren unipersonals (4 homes vivint sols i 4 dones vivint soles), 24 parelles sense fills i 32 parelles amb fills.
La població ha evolucionat segons el següent gràfic:
Habitants censats

### Habitatges
El 2007 hi havia 76 habitatges, 64 eren l'habitatge principal de la família, 7 eren segones residències i 5 estaven desocupats. 75 eren cases i 1 era un apartament. Dels 64 habitatges principals, 50 estaven ocupats pels seus propietaris i 14 estaven llogats i ocupats pels llogaters; 2 tenien dues cambres, 8 en tenien tres, 13 en tenien quatre i 41 en tenien cinc o més. 61 habitatges disposaven pel capbaix d'una plaça de pàrquing. A 26 habitatges hi havia un automòbil i a 35 n'hi havia dos o més.

### Piràmide de població
La piràmide de població per edats i sexe el 2009 era:
| Homes | Edats   | Dones |
| ----- | ------- | ----- |
| 0     | 95 o +  | 0     |
| 4     | 90 a 94 | 0     |
| 0     | 85 a 89 | 4     |
| 0     | 80 a 84 | 4     |
| 8     | 75 a 79 | 4     |
| 0     | 70 a 74 | 8     |
| 0     | 65 a 69 | 0     |
| 4     | 60 a 64 | 0     |
| 16    | 55 a 59 | 8     |
| 4     | 50 a 54 | 8     |
| 8     | 45 a 49 | 4     |
| 4     | 40 a 44 | 8     |
| 8     | 35 a 39 | 12    |
| 4     | 30 a 34 | 0     |
| 0     | 25 a 29 | 4     |
| 0     | 20 a 24 | 4     |
| 8     | 15 a 19 | 0     |
| 12    | 10 a 14 | 12    |
| 8     | 5 a 9   | 4     |
| 4     | 0 a 4   | 0     |

## Economia
El 2007 la població en edat de treballar era de 114 persones, 91 eren actives i 23 eren inactives. De les 91 persones actives 77 estaven ocupades (46 homes i 31 dones) i 14 estaven aturades (5 homes i 9 dones). De les 23 persones inactives 5 estaven jubilades, 14 estaven estudiant i 4 estaven classificades com a «altres inactius».

### Ingressos
El 2009 a Mespuits hi havia 73 unitats fiscals que integraven 194 persones, la mediana anual d'ingressos fiscals per persona era de 18.042,5 €.

### Activitats econòmiques
Dels 4 establiments que hi havia el 2007, 1 era d'una empresa de fabricació d'altres productes industrials, 1 d'una empresa de construcció, 1 d'una empresa de comerç i reparació d'automòbils i 1 d'una empresa de serveis.
L'únic servei als particulars que hi havia el 2009 era un paleta.
L'any 2000 a Mespuits hi havia 7 explotacions agrícoles que ocupaven un total de 917 hectàrees.

## Equipaments sanitaris i escolars
El 2009 hi havia una escola elemental integrada dins d'un grup escolar amb les comunes properes formant una escola dispersa.

## Poblacions més properes
El següent diagrama mostra les poblacions més properes.